# Enso González
Enso David González Medina (ur. 20 stycznia 2005 w Asunción) – paragwajski piłkarz grający na pozycji pomocnika i napastnika w angielskim klubie Wolverhampton Wanderers. Młodzieżowy reprezentant Paragwaju. Uczestnik Letnich Igrzysk Olimpijskich 2024 w Paryżu.

## Sukcesy

### Club Libertad
- Mistrzostwo Paragwaju: Apertura 2022(inne języki)